# 시마다 소지
시마다 소지(일본어: 島田 荘司, 1948년 10월 12일 ~)는 일본의 추리소설 작가이다. 1980년에 점성술 살인사건으로 데뷔를 하였다. 무사시노 미술대학을 졸업하고 덤프트럭 운전기사로 일하며 일러스트 작업과 잡문을 쓰기도 했다. 1976년에는 작사, 작곡, 노래에 재킷 디자인까지 직접 맡은 음반을 발표하기도 했는데, 이러한 다채로운 경험이 점성술사 탐정 미타라이 기요시를 탄생시켰다.
1980년 『점성술의 매직』을 제26회 에도가와 란포 상에 응모해 최종심까지 올랐으나 낙선, 이듬해 『점성술 살인사건』으로 제목을 바꾼 후 출간해 본격 미스터리 팬들의 폭발적인 성원을 얻었다. 이후 미타라이 시리즈와 『침대특급 ‘하야부사' 1/60초의 벽』으로 인기를 얻은 미남 형사 요시키 다케시 시리즈를 발표, 다양한 스타일을 선보이며 명실상부한 일본 추리소설의 거장으로 인정받고 있다. 2008년 제12회 일본 미스터리 문학 대상을 수상하였다.
추리소설 이론가로서도 이름이 높은 시마다 소지는 『점성술 살인사건』을 시작으로 일본 추리소설계에 신본격이라고 불리는 새로운 흐름을 이끌어냈다. 또한 신본격파 후배 작가 발굴에 지대한 공헌을 하며, 오늘날까지도 정력적인 집필 활동을 펼치고 있다. 최근에는 국제적으로 시각을 넓혀, 아시아 각국의 유력 출판사들이 주최하는 ‘시마다 소지 추리소설 상’의 심사위원으로, ‘시마다 소지 선정 아시아 본격 리그’ 시리즈의 선정위원으로 활동하면서 양질의 아시아 추리소설을 알리는 메신저로서도 활약하고 있다.『용와정 살인사건(1,2)』『마천루의 괴인』『샤라쿠, 닫힌 왕국의 환상』 등을 연이어 발표한 그는 2008년부터 전 12권 예정으로 고단샤(강담사)에서 BOX 레벨로 『Classical Fantasy Within』을 출간하고 있다. 현재 미국 LA에 살고 있다.

## 저서

### 소설

#### 미타라이 기요시 시리즈
- 점성술 살인사건(占星術殺人事件, 1981)
  - 홍영의 역, 국일미디어, 1997, ISBN 89-7425-167-1
  - 한희선 역, 시공사, 2006, ISBN 89-527-4781-X
- 기울어진 저택의 범죄(斜め屋敷の犯罪, 1988)
  - 한희선 역, 시공사, 2009, ISBN 978-89-527-5460-8
- 이방의 기사(異邦の騎士, 1988)
  - 한희선 역, 시공사, 2010, ISBN 978-89-527-5802-6
- 용와정 살인사건(龍臥亭事件, 1996)
  - 1권: 김소영 역, 두드림, 2008, ISBN 978-89-92524-10-0
  - 2권: 김소영 역, 두드림, 2008, ISBN 978-89-92524-11-7
- 마신유희(魔神の遊戯, 2002)
  - 김소영 역, 두드림, 2007, ISBN 978-89-92524-02-5
- 최후의 일구(最後の一球, 2006)
  - 현정수 역, 블루엘리펀트, 2012, ISBN 978-89-7090-905-9)

#### 요시키 다케시 시리즈
- 침대특급 하야부사 1/60초의 벽(寢台特急 [はやぶさ] 1/60秒の壁, 1984)
  - 이연승 역, 해문출판사, 2012, ISBN 978-89-382-0517-9
- 기발한 발상, 하늘을 움직이다(奇想、天を動かす, 1989)
  - 한희선 역, 시공사, 2011, ISBN 978-89-527-6092-0

#### 그 외
- 여름, 19세의 초상(夏、19歳の肖像, 1985)
  - 이하윤 역, 해문출판사, 2011, ISBN 978-89-382-0513-1
- 투명인간의 창고(透明人間の納屋, 2003)
  - 김은모 역, 학산문화사, 2011, ISBN 978-89-258-5639-1
- 나쓰메 소세키와 런던 미라 살인사건(漱石と倫敦ミイラ殺人事件, 1984)
  - 김소영 역, 도서출판 두드림, 2012, ISBN 978-89-92524-43-8